# Trzecia Droga
Trzecia Droga (kurz TD, deutsch „Dritter Weg“) war ein politisches Wahlbündnis zur Parlamentswahl in Polen 2023. Ziel der von grünen, christdemokratisch-konservativen und pro-europäischen sowie in Teilen liberalen Ideen geprägten Koalition ist es, einen dritten Weg als Alternative zu den beiden dominierenden polnischen Parteien Recht und Gerechtigkeit und Bürgerplattform zu bieten. Trzecia Droga ging am 23. April 2023 aus dem um Polskie Stronnictwo Ludowe (PSL) gebildeten Bündnis Polnische Koalition und der Partei Polska 2050 hervor.
Bei der Wahl erhielt das Bündnis 14,4 % der Stimmen und 65 der 460 Sitze im Sejm und wurde damit wie angestrebt die drittstärkste Kraft. Bei den gleichzeitig abgehaltenen Senatswahlen konnten elf der einhundert Wahlkreise errungen werden. Im Kabinett Tusk III war Trzecia Droga mit fünf Ministern, darunter Vizeregierungschef und Verteidigungsminister Władysław Kosiniak-Kamysz (PSL), vertreten. Szymon Hołownia (PL2050) wurde zum Sejm-Marschall gewählt, wobei er aufgrund einer Koalitionsabsprache zur Hälfte der Kadenz vom Linkspolitiker Włodzimierz Czarzasty abgelöst werden soll. Auch bei den Selbstverwaltungswahlen 2024 trat das Bündnis an. Bei der Europawahl in Polen 2024 erhielt das Bündnis mit 6,9 % der Stimmen drei Sitze, von denen zwei auf die PSL und einer auf Polska 2050 entfiel. 
Hołownia trat für das Bündnis auch bei der Präsidentschaftswahl 2025 an, erreichte aber nur den 5. Platz, was Zweifel an der Zukunft der Partei aufkommen ließ. Im Juni 2025 verließ die PSL das Bündnis. Beobachter hatten angezweifelt, dass es bei Sejmwahlen noch einmal die für Parteienbündnisse geltende 8%-Hürde erreicht hätte und gingen davon aus, die PSL wolle wieder konservativere Wähler ansprechen.